# Stabkirche Borgund

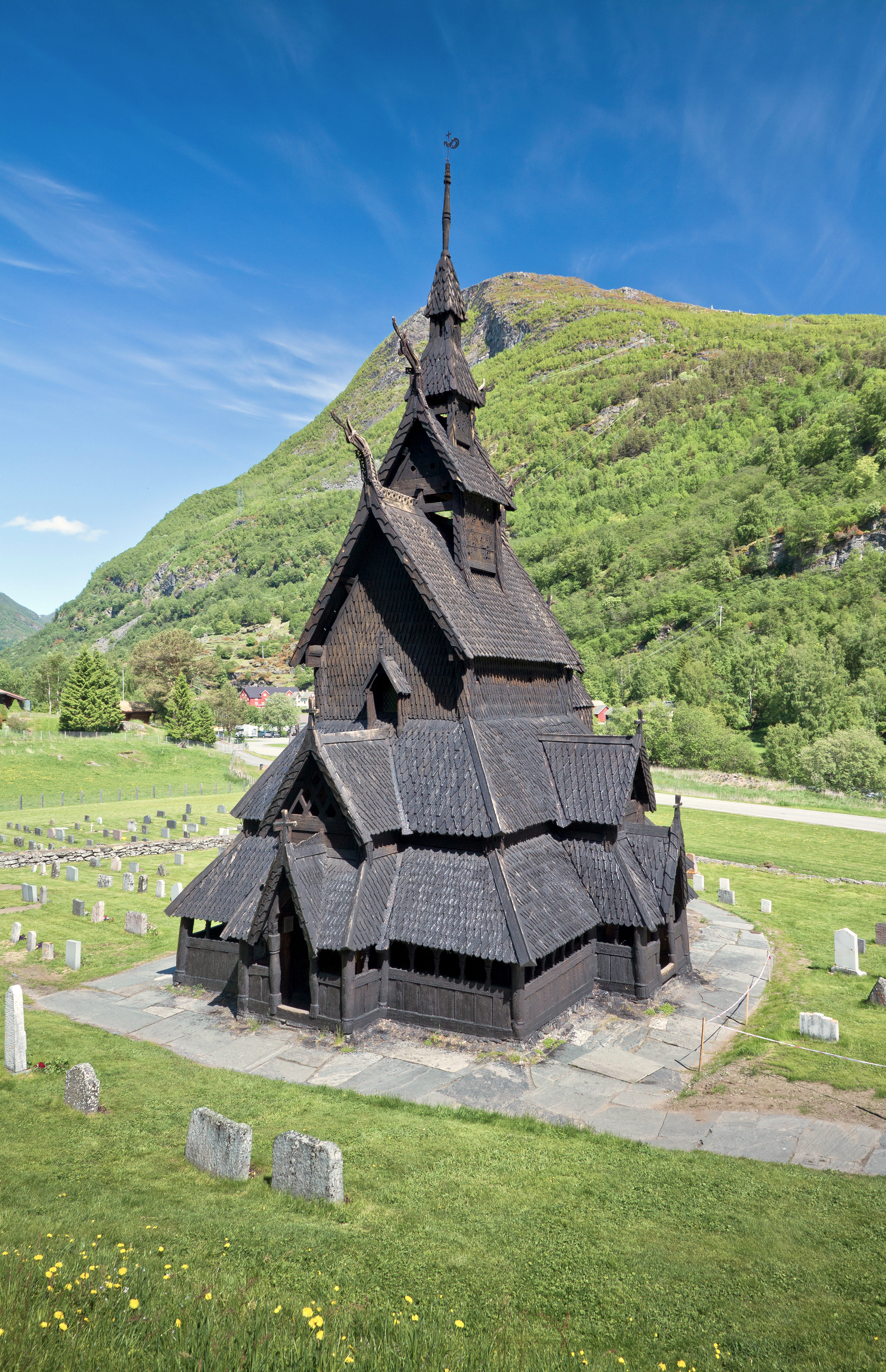
Stabkirche Borgund (2013)

Die Stabkirche Borgund (Bokmål: Borgund stavkirke, Nynorsk: Borgund stavkyrkje) ist eine Stabkirche in der Kommune Lærdal in der norwegischen Provinz Vestland. Sie gehört zu den herausragendsten Beispielen der norwegischen Stabbaukunst, ist eines der ältesten Holzgebäude Europas und ein touristischer Anziehungspunkt. Die Kirche ist dem Apostel Andreas geweiht und gehört heute dem Altertumsverein Fortidsminneforeningen.

## Lage
Die Kirche befindet sich an der Europastraße 16 zwischen Fagernes und Sogndal im Lærdal am Fluss Lærdalselva auf 345 m ü. NN etwa 30 Kilometer östlich des Ortes Lærdalsøyri. Sie liegt abseits von Siedlungen und war Sammelpunkt für die Bauern aus der weiteren Umgebung.

## Geschichte und religiöse Bedeutung

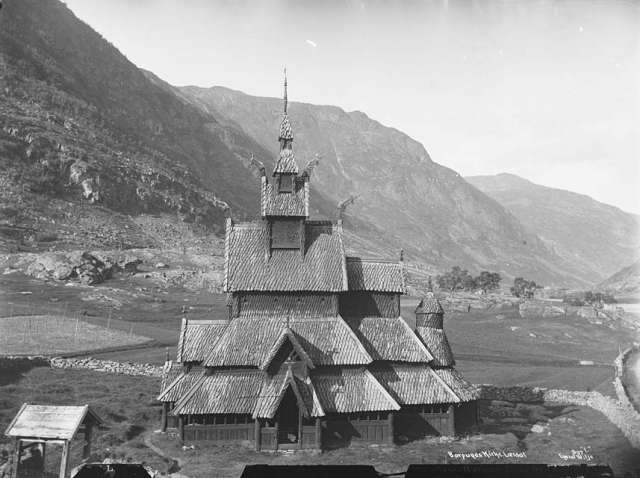
Aufnahme zwischen 1880 und 1890

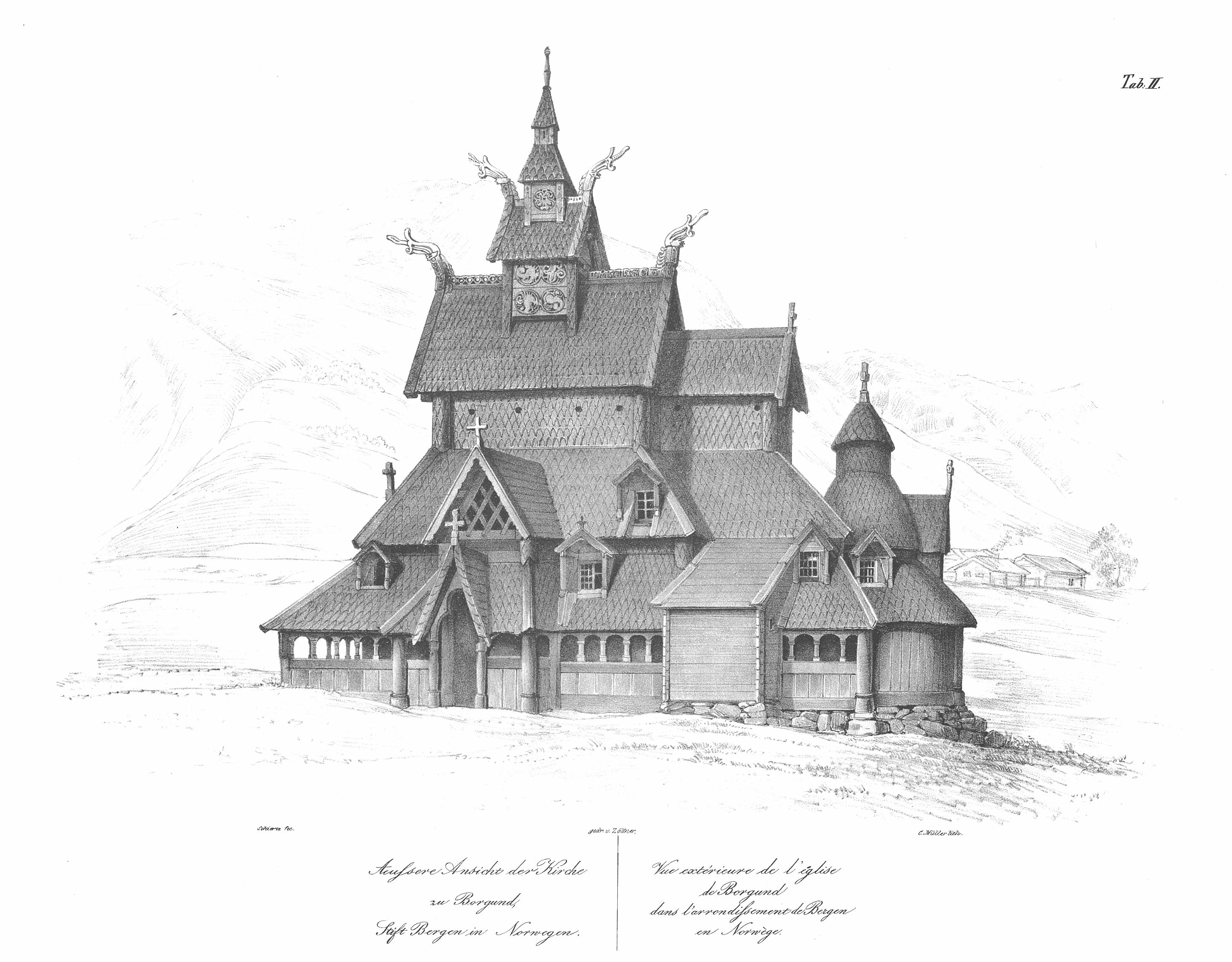
Zeichnung von J. C. C. Dahl im Jahr 1837 zeigt noch diverse spätere Anbauten.

Von den über 1000 Stabkirchen in Norwegen sind heute nur noch 28 in einem authentischen mittelalterlichen Zustand erhalten. Die Kirche Borgund gilt neben derjenigen von Heddal als besterhaltene Stabkirche mit den meisten Teilen im Originalzustand.
Das Gebäude wurde erstmals 1342 in schriftlichen Quellen erwähnt, wahrscheinlich stammt sie aber aus der Zeit gegen Ende des 12. Jahrhunderts. Dendrochronologische Untersuchungen haben ergeben, dass das Holz, mit dem die Kirche gebaut wurde, im Winter 1180/81 gefällt wurde. Bei archäologischen Untersuchungen fand man 1969 und 1985 unter dem Boden der Kirche Spuren eines älteren Gebäudes.
Die Stabkirchen von Norwegen gelten als Übergangswerk vom heidnischen zum christlichen Glauben. Die Kirche Borgund wurde in einer Zeit gebaut, als die heidnische Religion bei den Bauern noch sehr präsent war. Das zeigt unter anderem die Tatsache, dass die Sammlung Edda von mythischen und religiösen Liedern aus der nordischen Sagenwelt ca. 40 Jahre nach dem Bau der Kirche Borgund im Jahr 1220 niedergeschrieben worden ist. Die Christianisierung wurde von Olaf Tryggvason gegen Ende des 10. Jahrhunderts in Norwegen mit Gewalt vorangetrieben. Obwohl viele Kleinkönige sich dem neuen Glauben unterwarfen, leisteten vor allem die Bauern dagegen Widerstand. Der christliche Glaube wurde erst mit der Zeit in einer ca. 200 Jahre anhaltenden Übergangsphase aufgenommen.
Runeninschriften auf dem Bauholz der Kirche zeugen daher von dem Nebeneinander der bereits dominanten christlichen Religion und der noch alten nordischen Religion im Bewusstsein vieler Menschen. Eine dieser Inschriften lautet: „Ich ritt hier vorbei am St. Olavstag. Die Nornen taten mir viel Böses, als ich vorbeiritt.“ Der St. Olavstag ist der Gedenktag des Todes von dem heiliggesprochenen Olav II. Haraldsson am 29. Juli. Die Nornen sind Schicksalsgöttinnen aus der alten heidnischen Religion. 
Man findet an der Kirche weniger Elemente der Götterwelt des Nordens, sondern mehr alte animistische Vorstellungen, wie Schutzzauber gegen böse Geister und sonstige magische Symbolik. Zum Beispiel sieht man das an der häufigen Wiederholung des christlichen Kreuzes auf den Giebeln und Spitzen der Dächer. Die nach Osten und Westen angeordneten Drachenköpfe haben dieselbe Bedeutung wie Wasserspeier an Kirchengebäuden der Romanik bis Renaissance und sollen durch ihr schreckliches Äußeres gleichartige böse Kräfte fernhalten.

## Architektur
Von einigen Autoren wird vermutet, dass die Kirchenbauer Anleihen beim Schiffbau machten, der in der mystischen Vorstellung der damaligen Zeit eine wichtige Rolle spielen sollte. Da die Wikinger sehr durch das Schifffahrtswesen geprägt waren, gaben sie dem Schiff eine religiöse Bedeutung. Es war als göttliche Gabe nach der Unterwerfung des Elements Feuer ein Symbol dafür, dass auch das Element Wasser dem Menschen unterworfen war. Ähnlich wie in der ägyptischen Mythologie bekam das Schiff als Transportmittel den Symbolgehalt eines Übergangs der Seelen in das Jenseits. So fand man in Norwegen einige Wikingerschiffe, die als Gräber gedient haben.
Die Stabkirche in Borgund hat möglicherweise Elemente des Schiffbaus als religiöse, heidnische Symbolik übernommen. Im Gegensatz zu Blockhäusern, bei denen das verbaute Holz horizontal ausgerichtet ist, wurden Stabkirchen auf Masten (ähnlich Schiffsmasten) aufgebaut, und das sonstige Holz wurde vertikal verbaut. Die Drachen auf den Firsten werden häufig mit den Drachen auf den Wikingerschiffen assoziiert, wobei eine Verbindung nicht nachgewiesen werden kann. Der Vertikalbau inklusive des offenen Dachstocks hat möglicherweise symbolischen Charakter. Er schafft die Verbindung der Erde zum Himmelsreich. Ebenso würdigt er wahrscheinlich die natürliche vertikale Wachstumsrichtung des Holzes.

### Grundriss

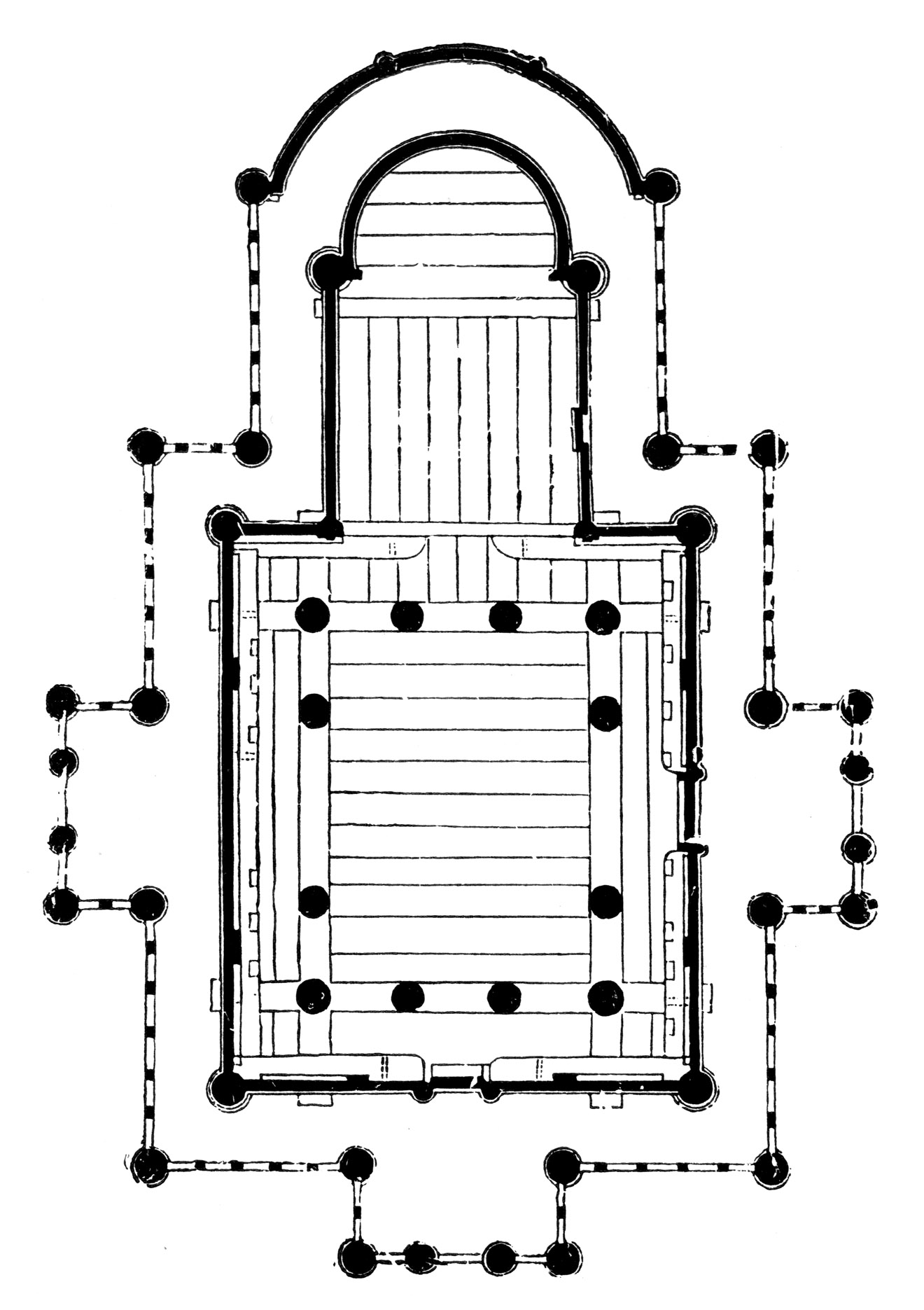
Grundriss der Kirche

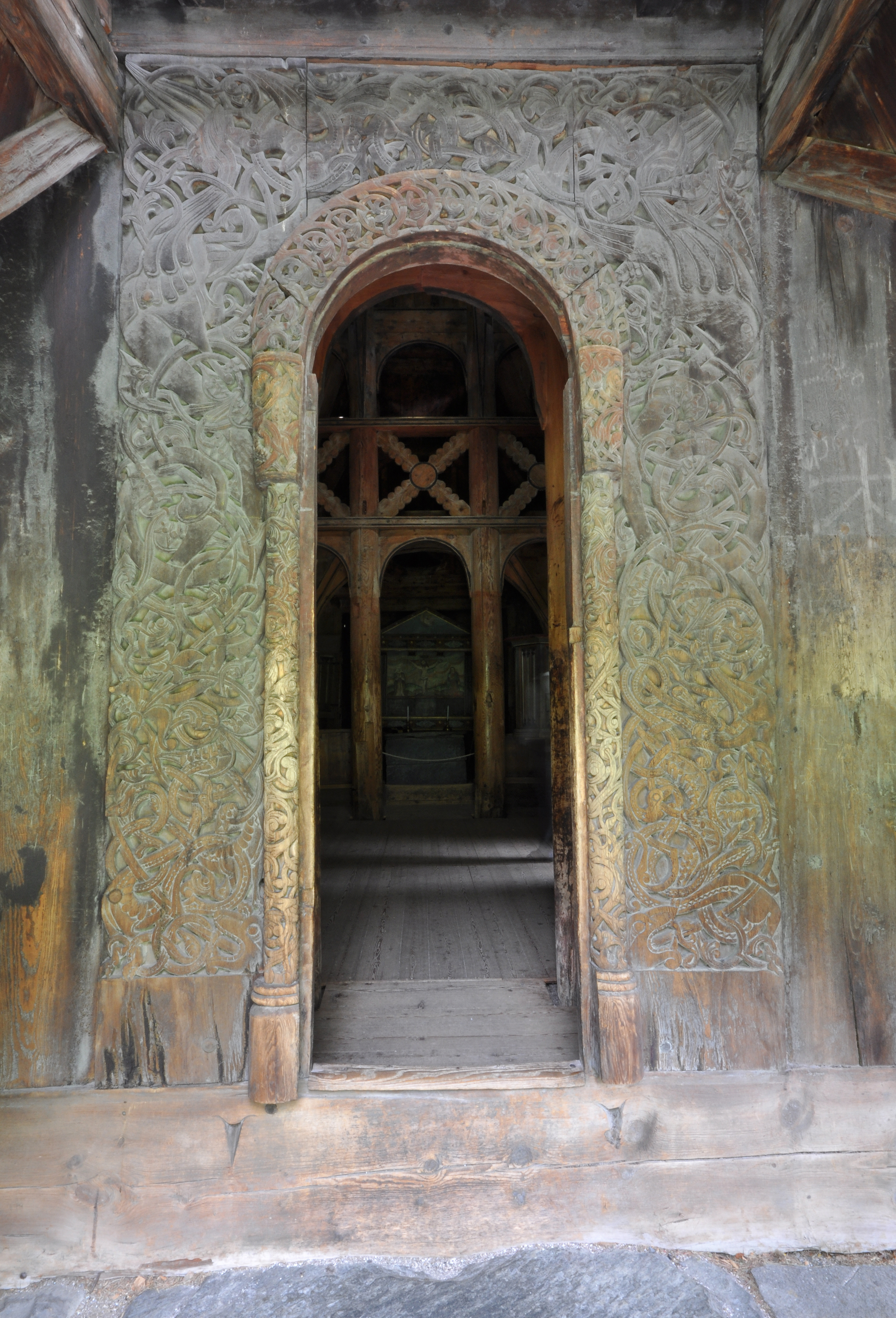
Westportal mit Geisterschwelle

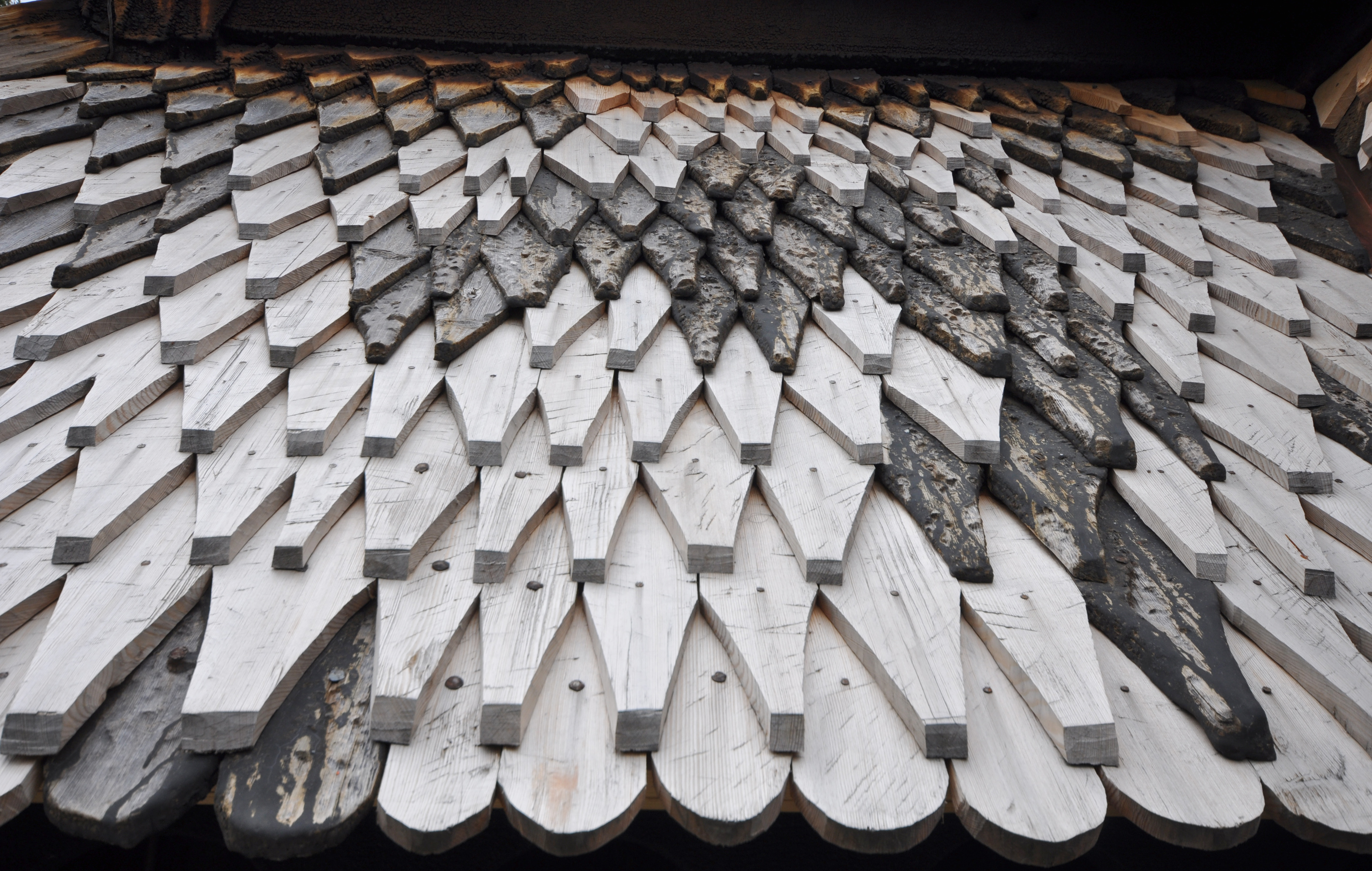
Dachdeckung mit alten und neuen Holzschindeln

Die besondere Gestaltung der Kirche führte dazu, dass eine ganze Gruppe von Stabkirchen, die nach diesem Muster gebaut wurde, zum sogenannten Borgund-Typ gezählt wird.
Die Kirche ist eine 14-Mast-Stabkirche, wobei jeweils der dritte Mast jeder Längsseite schwebend ist, das heißt auf der untersten Balkenzange endet. Das Satteldach des erhöhten Hauptschiffs wird also durch zwölf Masten getragen, welche in einem steinernen Fundament eingelassen wurden. Im Osten schließt sich ein Chorraum an, der eine halbrunde Apsis besitzt. Um das Hauptschiff herum gibt es ein Seitenschiff. Anders als bei einer klassischen Aufteilung eines Kirchenraumes in Haupt- und Seitenschiff muss dieser Gesamtraum aber als Zentralbau angesehen werden, denn nur in den Seitenschiffen standen früher Bänke, und der Chorraum ist innerlich wie äußerlich deutlich vom Zentralbau abgetrennt.
Um die Kirche (einschließlich Chorraum) verläuft ein Laubengang, in dem sich die Menschen nach den Gottesdiensten versammeln konnten und in dem in früheren Zeiten die Waffen vor Betreten der Kirche niedergelegt wurden. Den Laubengang sowie die Seitenschiffe überdecken Pultdächer.
Der Laubengang war nicht nur als Aufenthaltsraum gedacht, sondern schützt das Gebäude zusätzlich von Regen und Schnee. Gleichzeitig sind Laubengänge wichtige Stützen für die Pultdächer. Spätere Kirchen wie die Stabkirche Lom oder die Stabkirche Ringebu haben den Laubengang nicht mehr, da die späteren Generationen diesen anscheinend nicht mehr gebraucht haben. Das Weglassen dieses Ganges führte aber zwangsläufig zu einer architektonischen Änderung, bei der die Dachkonstruktion ihre Basis verlor und dadurch nicht mehr die gleiche Höhenwirkung durch vielfache mehrstufige Konstruktionen erzielt werden konnte. Der mehrstufige Aufbau mit immer kleiner werdenden Proportionen erzeugt eine zusätzliche Höhenwirkung, welche auch in der Kulissentechnik unter dem Begriff erzwungene Perspektive angewandt wird und zum Beispiel auch beim Cinderella’s Castle im Disneyland angewandt wurde. Es ist aber nicht anzunehmen und auch nicht belegbar, dass diese Technik bewusst eingesetzt wurde. Die zusätzliche Höhenwirkung ist eventuell nur ein interessanter Nebeneffekt.

### Aufbau

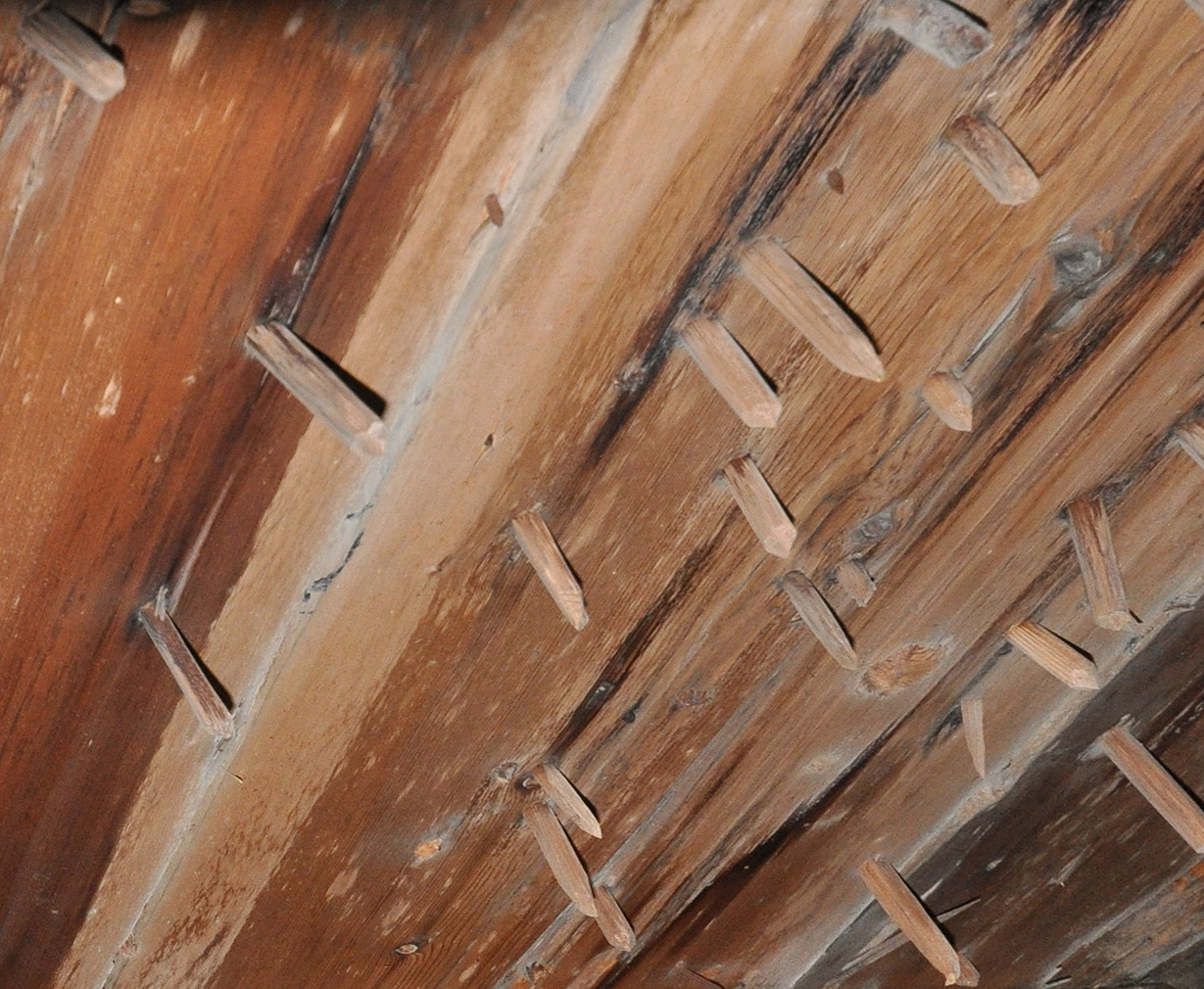
Dachrückseite mit neuen Holznägeln bei kürzlich ersetzen Dachschindeln

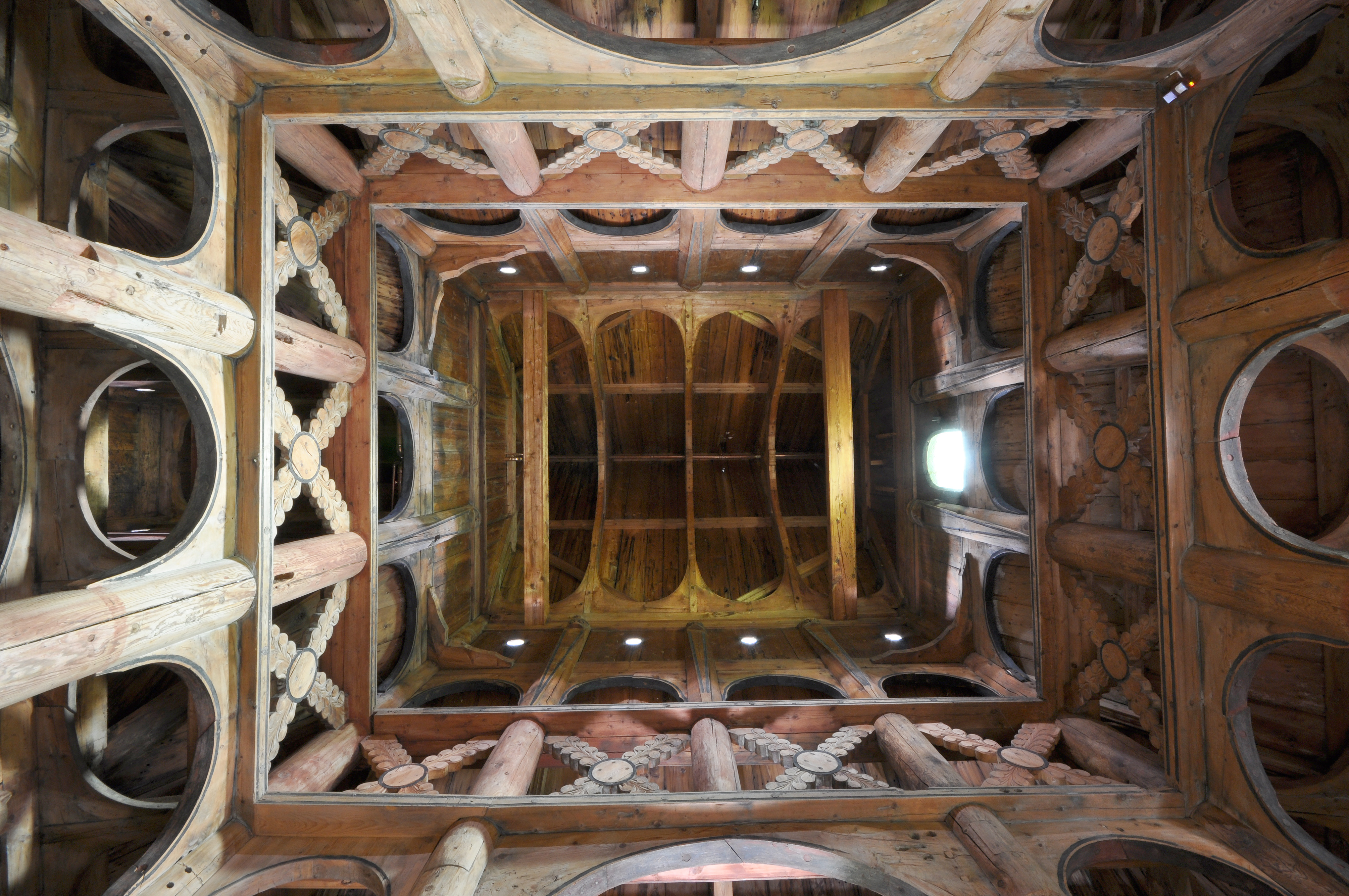
Blick unter das Dach des Schiffes

Die Stabkirche hat einen sechsstufigen Aufbau. Das Hauptschiff sowie der rechteckige Chorraum werden von Giebeldächern bedeckt. Über dem Dach des Hauptschiffes sitzen drei weitere kleinere Giebeldächer, die in einem spitzen Türmchen mit Wetterfahne enden. An den Giebelecken dieser Dächer recken sich Drachenköpfe gegen den Himmel, die (in heidnischer Tradition) der Kirche symbolisch Schutz verleihen.
1738 wurden Teile des Dachfirstes, die Drachenköpfe und andere Teile der Dachdekoration ausgetauscht. Ein originaler Drachenkopf aus dem Mittelalter wurde allerdings aufgehoben. Die Giebelecken der Seitenschiffe und die kleinen Giebel des Laubengangs zieren dagegen Kreuze, die in ihrer Vielzahl als magische Schutzzeichen angesehen werden können.
Die Dächer sind mit Holzschindeln bedeckt, die ursprünglich mit Holznägeln befestigt wurden. Wahrscheinlich stammen einige Holzschindeln noch aus dem Mittelalter. Metall wurde aus Rohstoffmangel nur bei den Türen (Schlösser und Scharniere) verwendet.

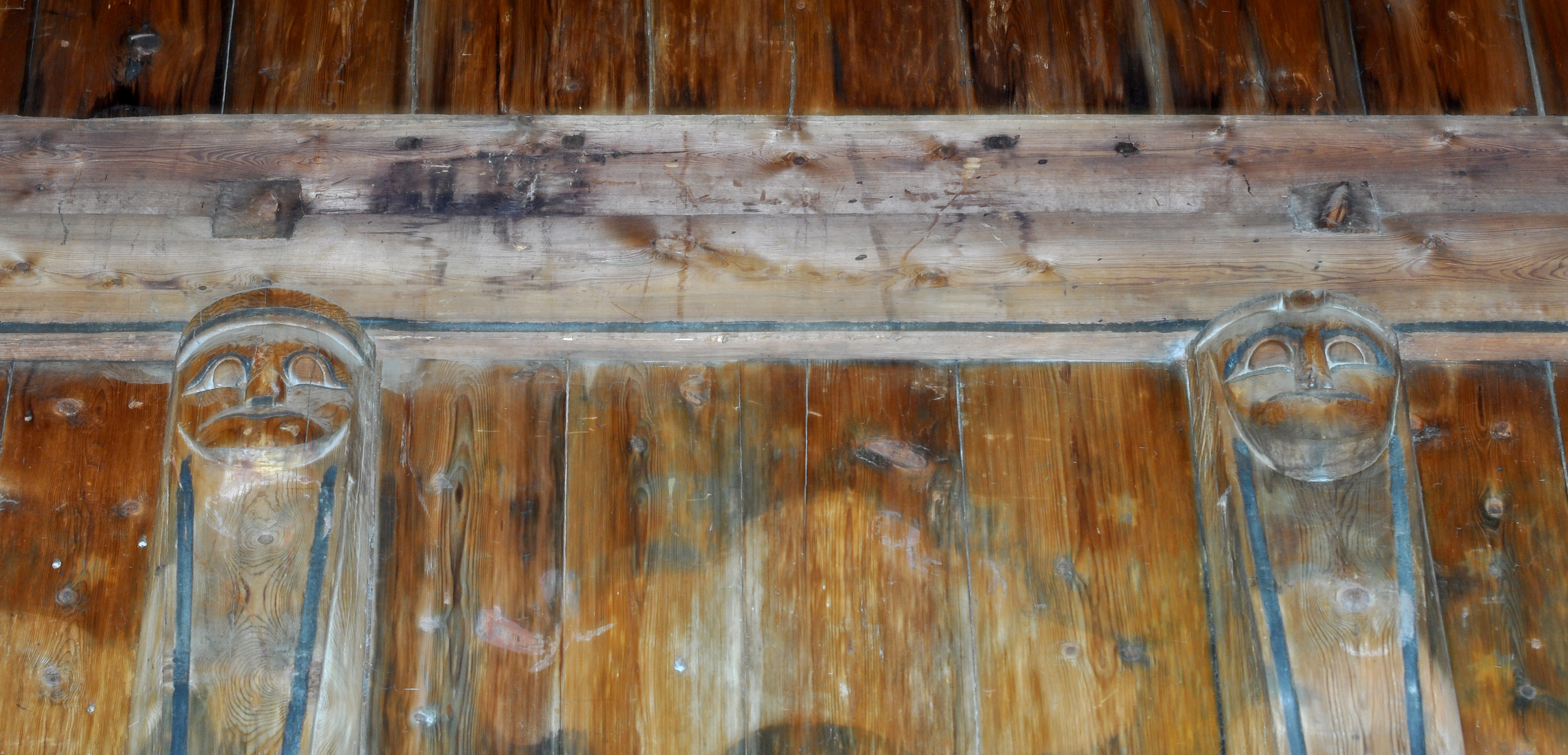
Schnitzereien am Ende der Masten

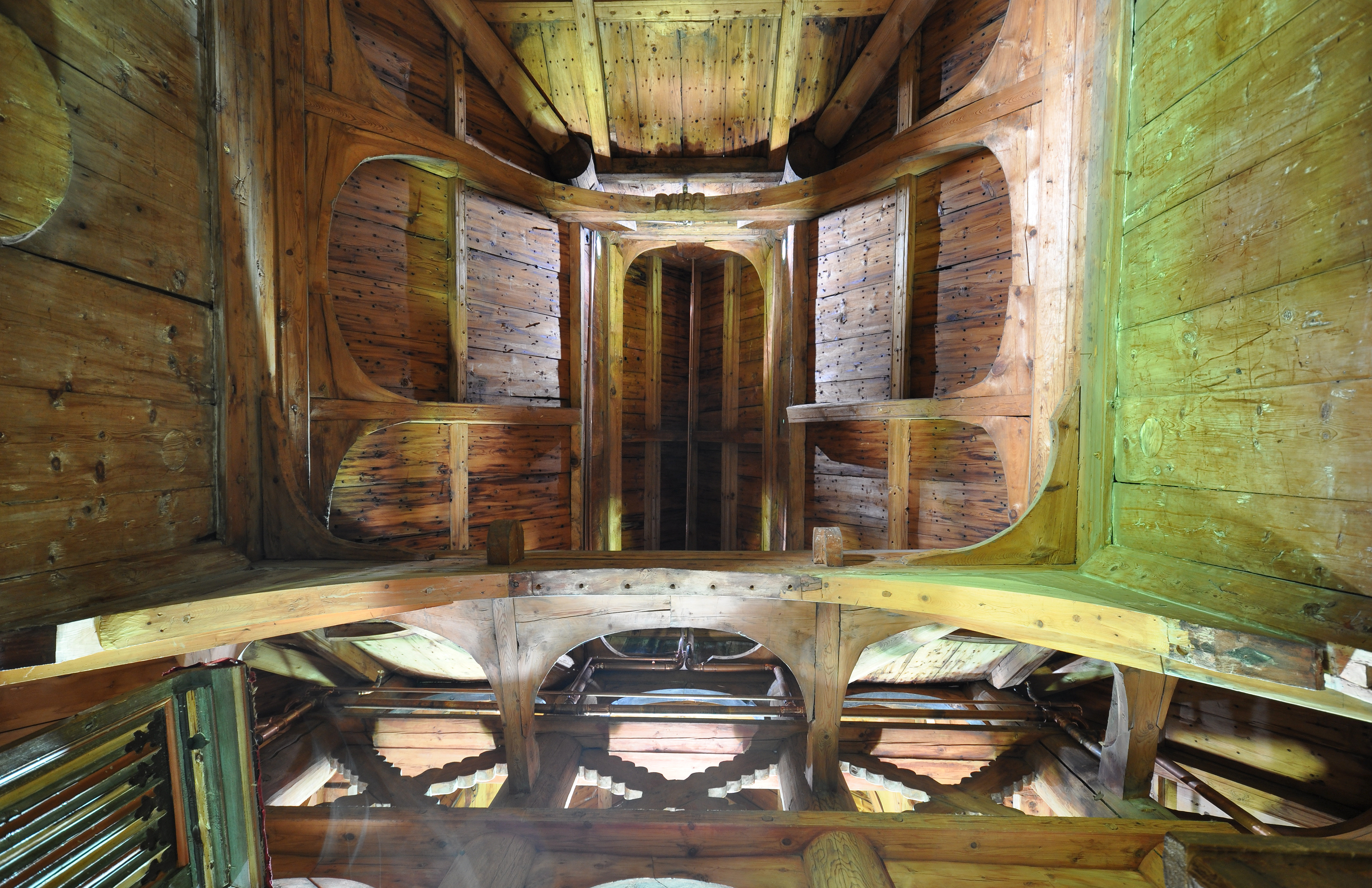
Blick unter das Dach des Chors

Es gibt ein westliches und ein südliches Portal, die beide mit Archivolten eingefasst, von Halbsäulen flankiert und mit Tierornamenten und Blattranken geschmückt sind. Das südliche Portal, das etwas bescheidener als das westliche geschmückt ist, hat geschnitzte Löwen auf den Kapitellen. Das Westportal zeigt neben Rankenmotiven kämpfende, drachenähnliche Tiere. Der Eingang zur Kirche am Westportal hat eine sogenannte Geisterschwelle, die geographisch sehr verbreitet in mittelalterlichen europäischen Gebäuden bis zu chinesischen Tempelanlagen vorkommen. Sie ist eine im Verhältnis zu einem Schritt eines erwachsenen Menschen relativ hohe Stufe, welche so verhindern soll, dass böse Geister das Gebäude betreten können. Aus demselben Grund wurde der Eingang möglichst schmal angelegt und mit magischen Schnitzereien verziert.
Das Westportal zeigt gewisse Einflüsse der Steinarchitektur jener Zeit, denn die Pfeiler rechts und links neben dem Portal haben die Formen von Säulen mit Basis und Kapitell. Das Portal mit seinem Rundbogen ist reich verziert. Der Chorraum besitzt ebenfalls ein Portal nach Süden, das jedoch stark beschädigt ist. Das Dach des Chorraumes ist kegelförmig und hat einen kurzen Turm mit einem kegelförmigen Dach und einem Kreuz (analog zu den Portalen).

### Innenraum

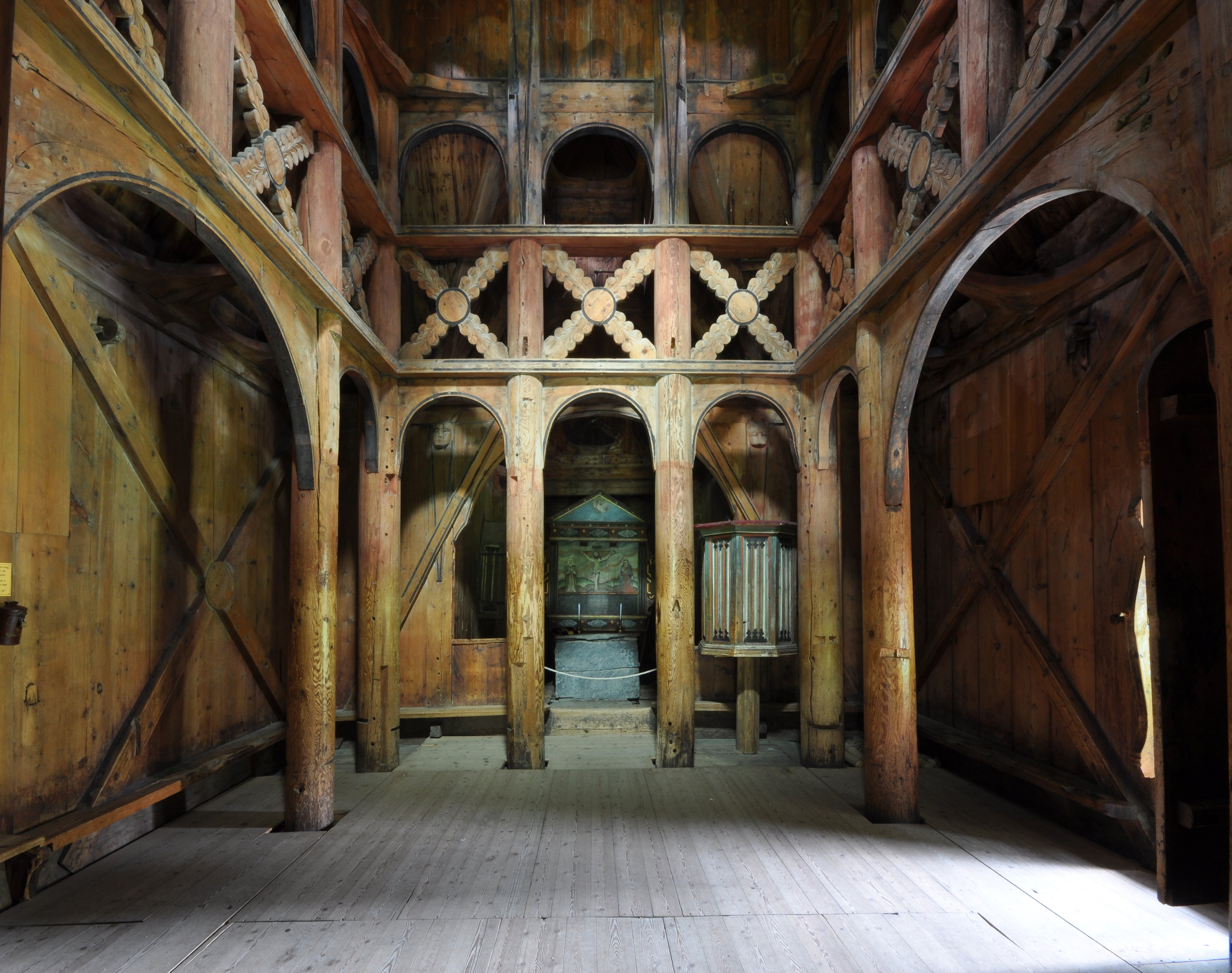
Hochsäulenkonstruktion mit Andreaskreuzen

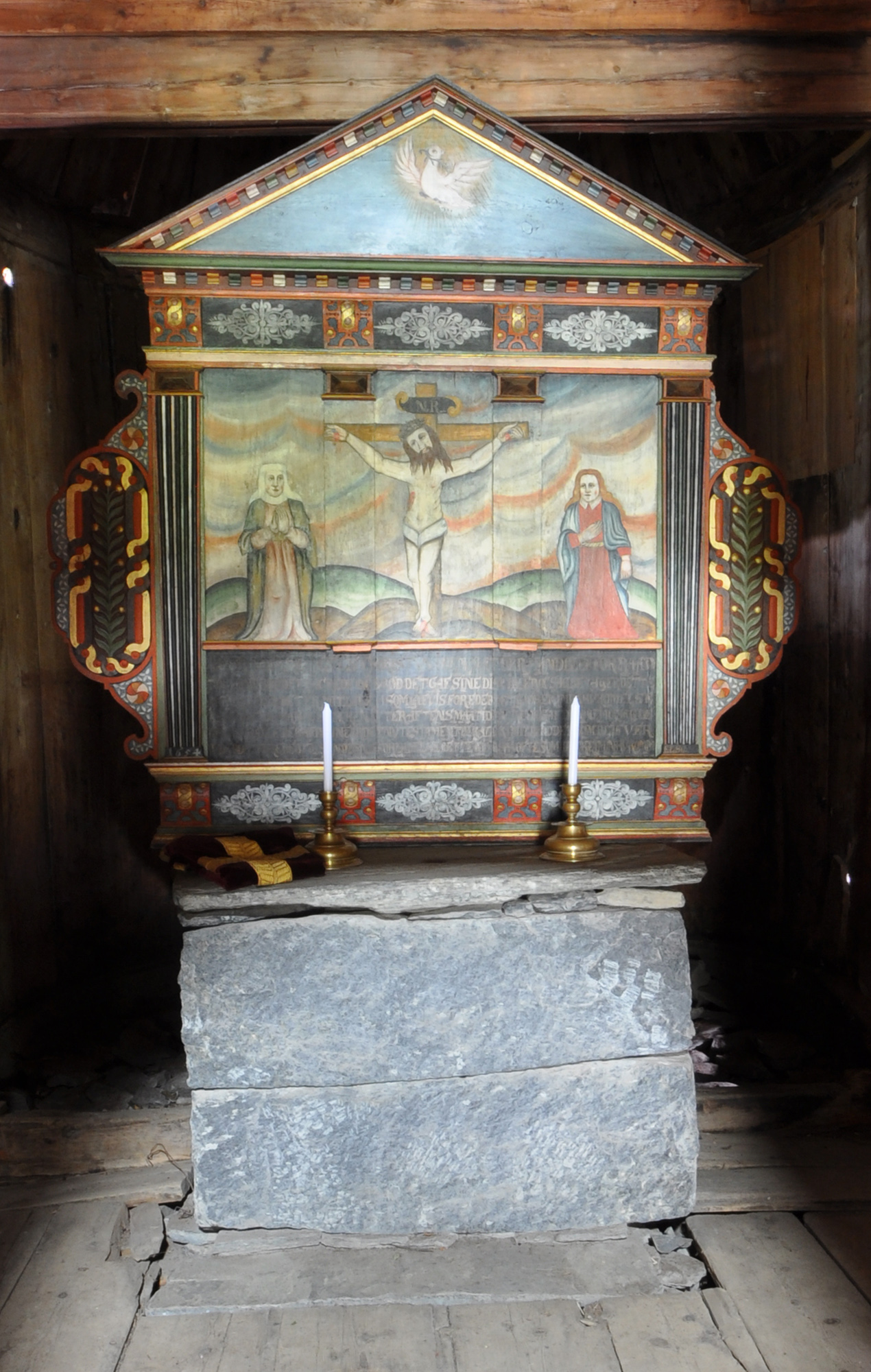
Altar mit Altartafel von 1654

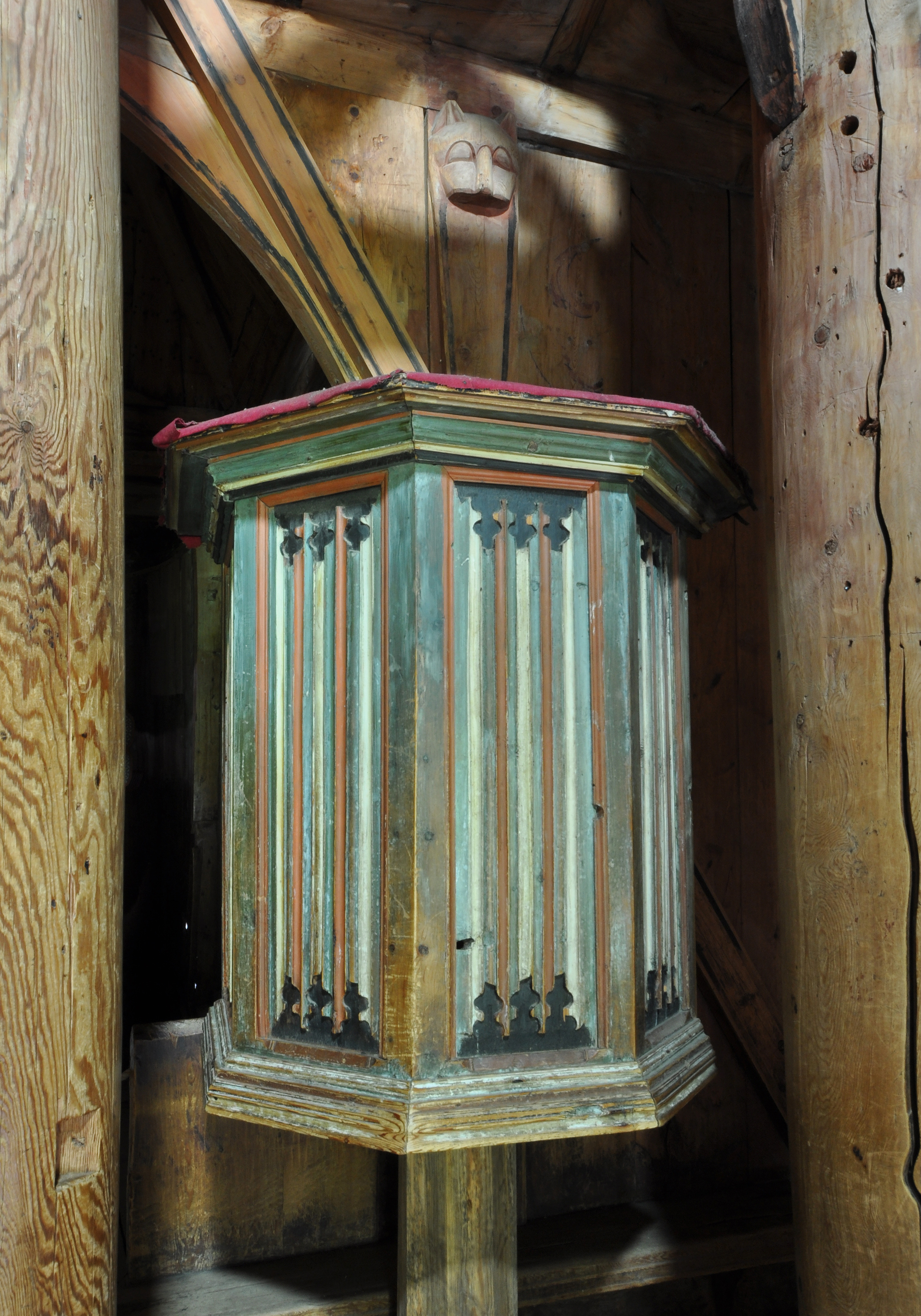
Die Kanzel aus der Zeit von 1550–1570

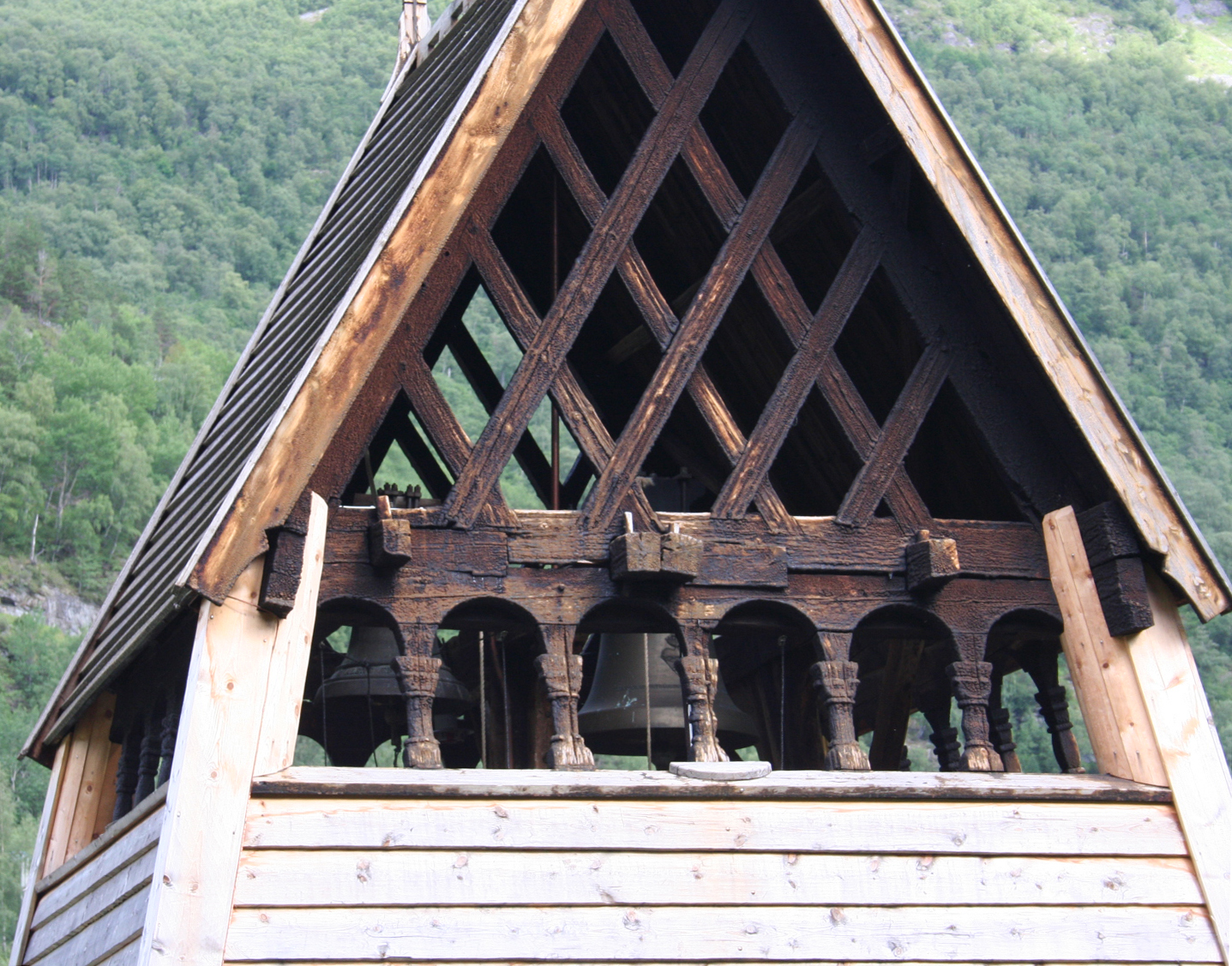
Glockenturm, Detail

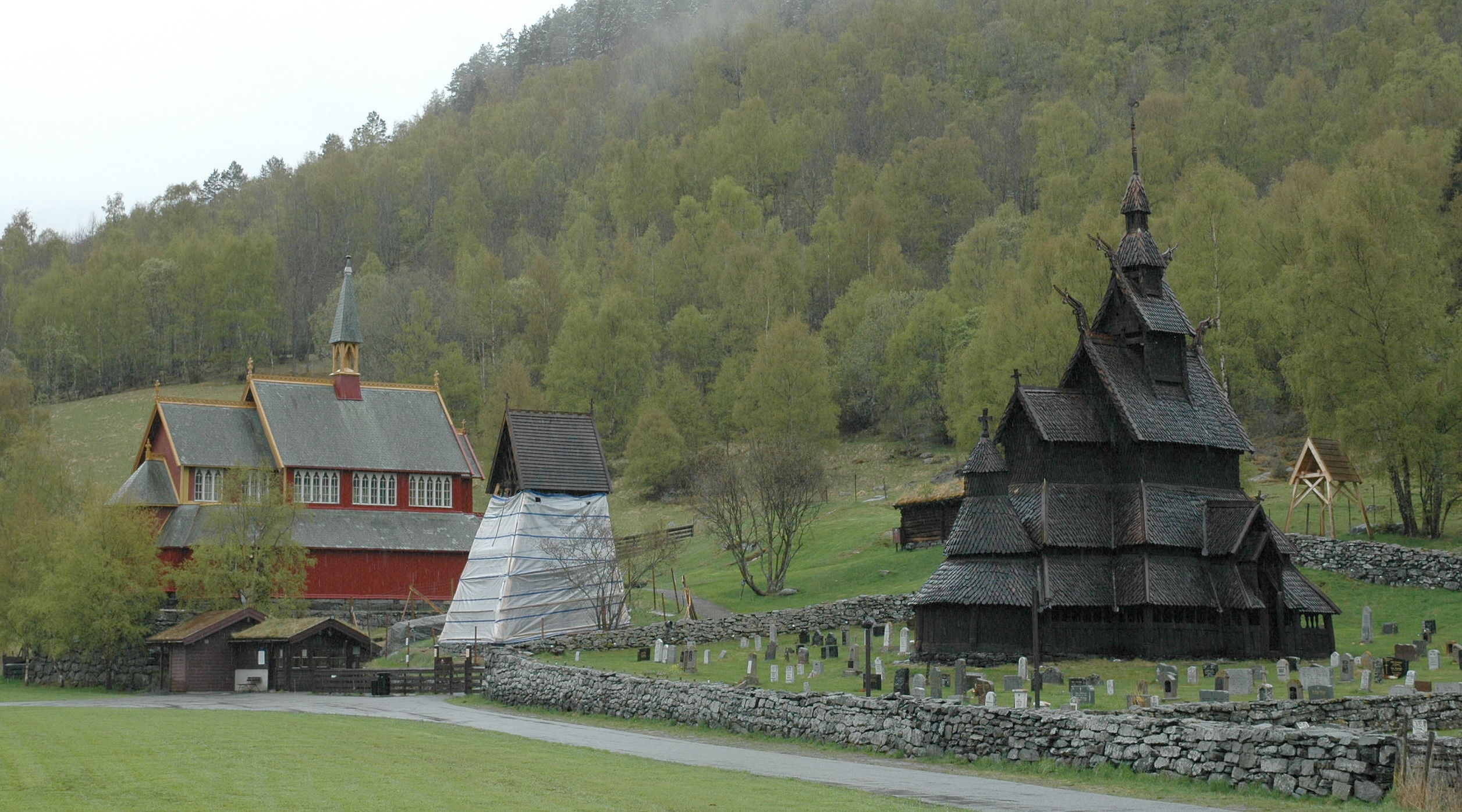
Alte und neue Kirche samt dem zur Renovierung verhüllten Glockenturm (2006)

Der mittelalterliche Innenraum ist gut erhalten und unberührt. Die mittelalterliche Chorschranke ist jedoch nach der Reformation entfernt worden. Der mittelalterliche Holzfußboden und die Sitzbänke entlang der Wände sind teilweise erhalten. Auch der mittelalterliche Steinaltar und ein Taufbecken aus Speckstein sind erhalten.
Die Kanzel ist aus der Zeit von 1550–1570, die Altartafel von 1654, während der Rahmen um das Altarbild aus dem Jahr 1620 stammt. Die Malerei auf dem Bild zeigt in der Mitte die Kreuzigung, flankiert von der Jungfrau Maria und Johannes dem Täufer. Im Tympanonfeld schwebt eine weiße Taube auf blauem Grund. Unter dem Bild gibt es eine goldene Inschrift auf schwarzem Grund.
Des Weiteren gibt es in der Kirche einen Tabernakel aus der Zeit von 1550–1570. An der Südwand im Kirchenschiff befinden sich noch die Einweihungskreuze (Konsekrationskreuze) an der Innenseite. Die Innenseiten des Chores tragen eingeritzte Figuren und Runen, die vermutlich aus dem Mittelalter stammen.
Die Dachkonstruktion wird durch Holzsäulen getragen, die untereinander durch Andreaskreuze abgestützt werden. An den Säulenenden befinden sich geschnitzte Masken von Menschen und Fabelwesen.
Als Fenster dienten früher runde Gucklöcher in den Wandbrettern der erhöhten Mittelräume; nachträglich eingebaute größere Fenster wurden bei der Restaurierung wieder entfernt.

### Glockenturm
Südlich des Kirchhofes steht ein Glockenturm. Mit Ausnahme einer kleinen Glocke, die im Dachreiter hing, sind dort die Glocken der Kirche aufgehängt. Die Turmkonstruktion ist mittelalterlich. Man nimmt an, dass er zur gleichen Zeit wie die Kirche entstanden ist. Zum Schutz des Turmes vor der Witterung sind Teile davon heute verbrettert.

## Kirche heute
Die Stabkirche war in regulärem Gebrauch, bis 1868 100 m weiter südlich eine neue Kirche gebaut wurde, die die Funktion der Gemeindekirche übernahm. Der Friedhof wurde danach weiterhin genutzt. 1877 wurde die Kirche von der Fortidsminneforening, einem Verein zur Erhaltung der Kirche, gekauft und wurde schnell ein Touristenziel. Bereits 1898 ist ein Führer mit norwegischem und englischem Text erschienen. Bis heute ist die Kirche ein Museum, in dem keine Gottesdienste mehr stattfinden.
Durch den Tourismus gibt es allerdings in den letzten Jahren Abnutzungserscheinungen. 1973 wurde zum Schutz des Originalbodens ein Holzfußboden in die Kirche gelegt. Der Laubengang wurde für Besucher geschlossen. Auch die Runeninschriften wurden durch Kunststoffabdeckungen geschützt. Trotz dieser Maßnahmen ist die Abnutzung durch die große Menge der Besucher in jedem Jahr sehr groß.
Die Stabkirche von Borgund ist von Anfang Mai bis Ende September zur Besichtigung geöffnet.
Am 2. Mai 2005 wurde ein Ausstellungszentrum in der Nähe der Stabkirche eröffnet. Dort ist eine Ausstellung zur Geschichte der Stabkirchen sowie zur Religion im Mittelalter zu finden.
Die Kirchengemeinde Borgund ist Teil der Norwegischen Kirche und gehört zusammen mit Tønjum und Hauge zur Großgemeinde Lærdal, die wiederum zum Bistum Bjørgvin (Bergen) gehört.

## Besucherzentrum und Stabkirchenmuseum

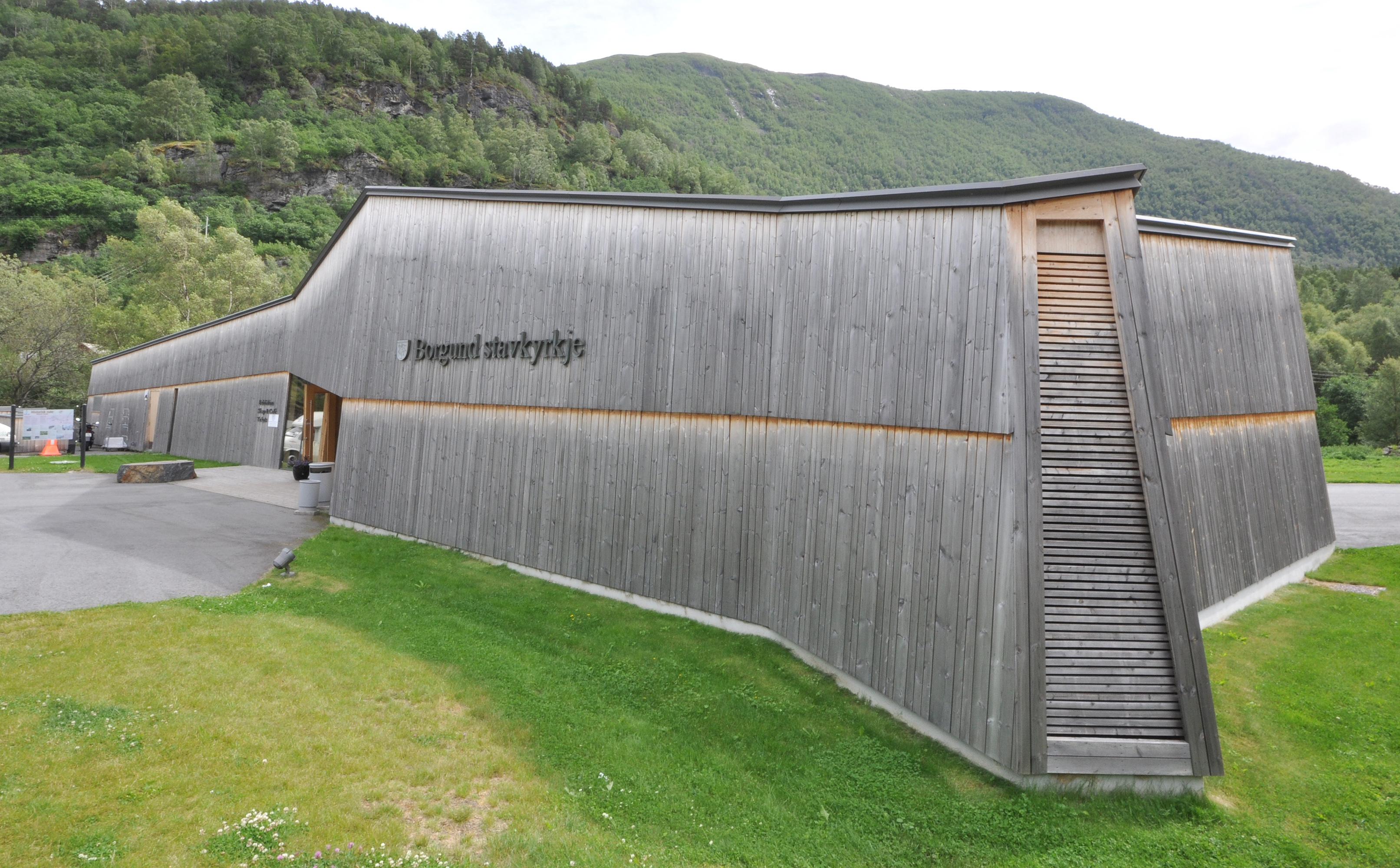
Besucherzentrum

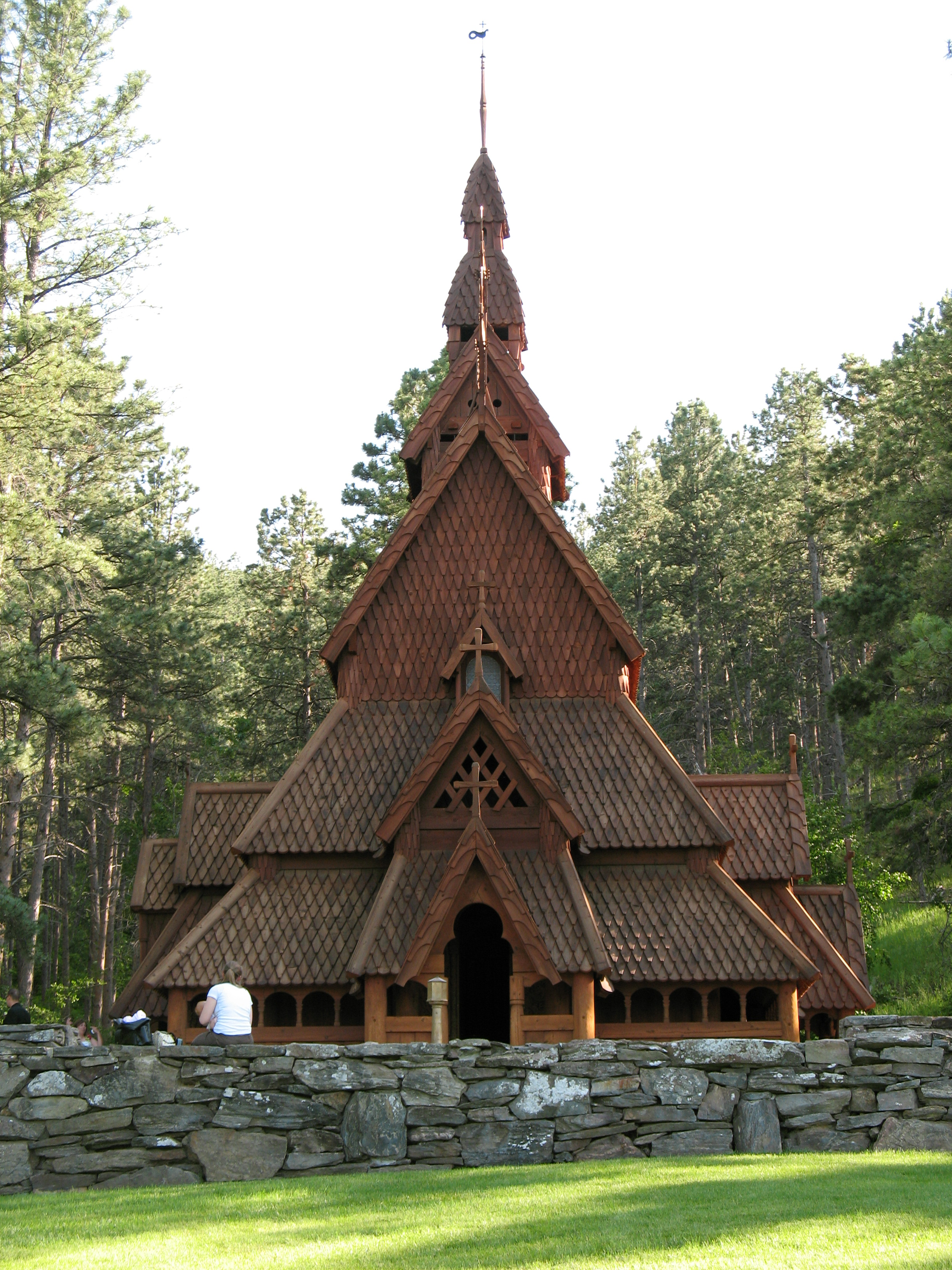
„Chapel in the Hills“ in Rapid City, USA

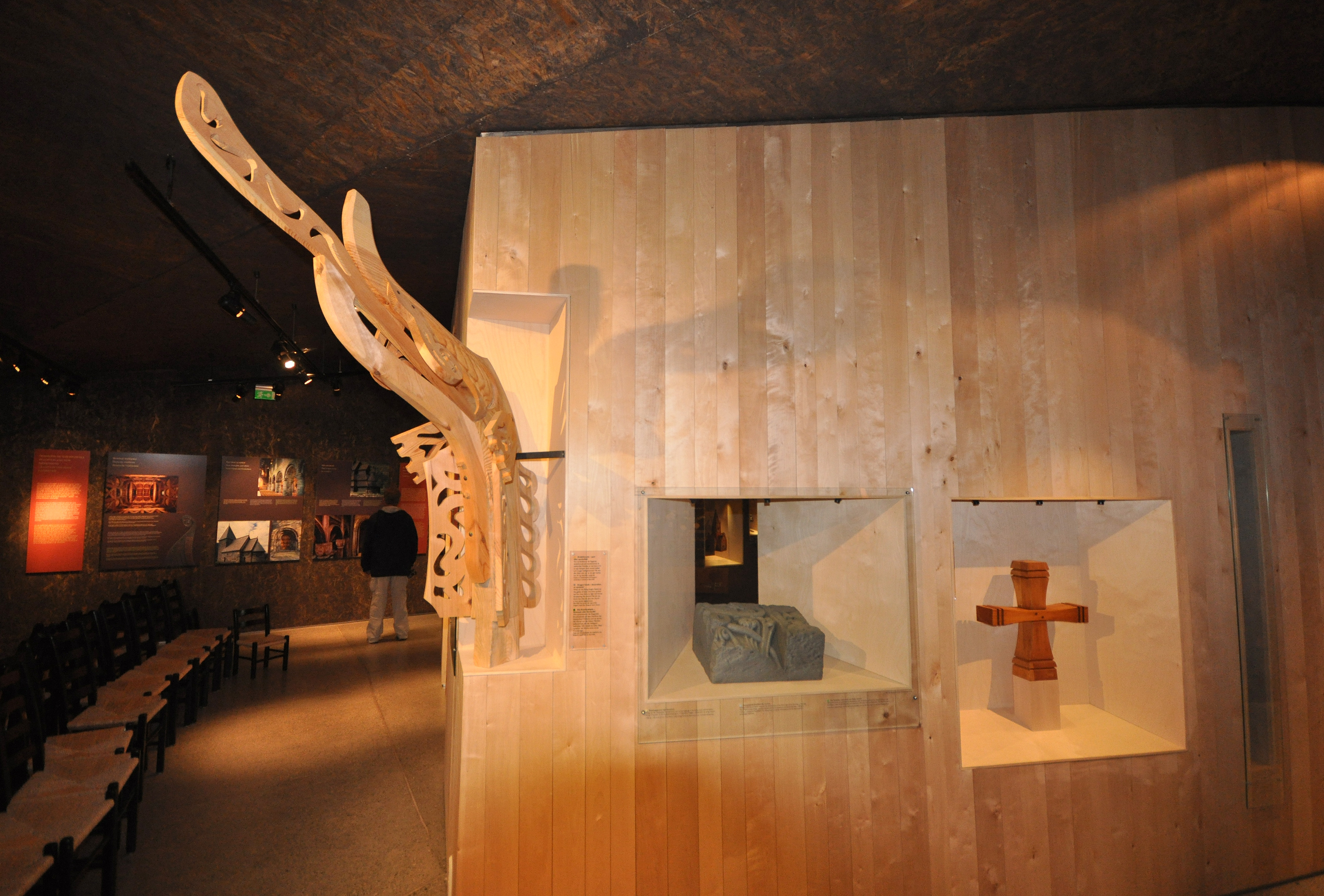
Museum

Ganz in der Nähe der Kirche eröffnete Fortidsminneforeningen ein Besucherzentrum, in dem Eintrittskarten und Souvenirs verkauft werden. Ebenso befinden sich dort eine Cafeteria und ein Stabkirchenmuseum, das die norwegischen Stabkirchen näher dokumentiert. Es finden sich dort Kopien von Schnitzereien der Kirchen und Gegenstände, die bei archäologischen Grabungen in Stabkirchen gefunden wurden.

## Replikate und Vorbildcharakter für andere Kirchen
Die Kirche hat in vielen Fällen als Vorbild für Neubauten und Restaurierungen anderer Stabkirchen gedient. Sie war Vorbild beim Umbau der Stabkirche Fantoft zu einem mittelalterlichen Aussehen, nachdem diese 1883 von Fortun überführt worden war. Die Kirche in Fortun war früher wahrscheinlich eine ähnliche Kirche wie diejenige in Borgund, sie wurde jedoch in ihrer Geschichte häufig umgebaut, so dass sie ihr früheres Äußeres beinahe vollständig einbüßte. Ebenso war sie wiederum Vorbild derselben Kirche beim Wiederaufbau nach dem Brandanschlag vom 6. Juni 1992. Das Äußere der Stabkirche Gol und das Äußere der Stabkirche Hopperstad wurden 1885 der Stabkirche Borgund nachempfunden. Sie diente ebenso als Vorbild für die 1907 errichtete und 1908 geweihte Gustav-Adolf-Stabkirche in Hahnenklee.

### Rapid City, South Dakota
In Rapid City, South Dakota, USA steht ein Replikat der Stabkirche Borgund. Sie hat den Namen „Chapel in the Hills“ und wurde am 6. Juli 1969 geweiht. Sie gehört zu der Evangelisch-Lutherischen Kirche in Amerika.